# Cộng hòa Xã hội chủ nghĩa Xô viết Latvia
Cộng hòa Xã hội chủ nghĩa Xô viết Latvia (tiếng Latvia: Latvijas Padomju Sociālistiskā Republika; tiếng Nga: Латвийская Советская Социалистическая Республика, Latviyskaya Sovetskaya Sotsialisticheskaya Respublika), viết tắt CHXHCNXV Latvia, là một trong các nước cộng hòa của Liên Xô.
Nước cộng hòa được thành lập vào ngày 21 tháng 7 năm 1940 như một nhà nước vệ tinh trong Chiến tranh thế giới thứ hai tại lãnh thổ của Cộng hòa Latvia độc lập trước đó. Sự việc này xảy ra sau khi Latvia sáp nhập vào Liên bang Xô viết ngày 17 tháng 6 năm 1940 theo các điều khoản trong Hiệp ước Molotov-Ribbentrop. CHXHCNXV Latvia chính thức bị sáp nhập vào Liên Xô vào ngày 5 tháng 8 năm 1940, và Latvia trở thành nước cộng hòa thứ 15 của Liên Xô. Lãnh thổ của Latvia Xô viết sau đó bị Đức Quốc xã xâm chiếm vào năm 1941, song Liên Xô đã tái chiếm lại vào các năm 1944–1945. Cuộc bầu cử nghị viện tự do đầu tiên của Latvia đã thông qua Tuyên bố Chủ quyền "Phục hồi Độc lập của Cộng hòa Latvia" vào ngày 4 tháng 5 năm 1990, và đổi tên Cộng hoà Xã hội chủ nghĩa Xô viết Latvia thành Cộng hòa Latvia. Cộng hòa Latvia tách khỏi Liên Xô và trở thành một nước độc lập từ ngày 21 tháng 8 năm 1991.

## Lịch sử

### 1939–1941
Ngày 24 tháng 9 năm 1939, Liên Xô tiến vào không phận của cả ba quốc gia Baltic, tiến hành nhiều hoạt động thu thập tình báo. Đến ngày 25 tháng 9, Moskva yêu cầu các nước Baltic cho phép Liên Xô thiết lập các căn cứ quân sự và đồn lính trên đất của họ. Chính phủ Latvia đã chấp thuận tối hậu thư, ký kết thỏa thuận tương ứng vào ngày 5 tháng 10 năm 1939. Ngày 16 tháng 6 năm 1940, sau một tối hậu thư khác, quân đội Liên Xô tiến vào Latvia.
Ngoại trưởng Liên Xô Vyacheslav Molotov cáo buộc Latvia cùng các quốc gia Baltic khác đã lập ra một âm mưu chống lại Liên Xô, Moskva đã đưa ra các tối hậu thư, yêu cầu các nhượng bộ mới, trong đó bao gồm thay thế các chính phủ và cho phép một số lượng không giới hạn quân đội Liên Xô tiến vào ba nước. Hàng trăm nghìn quân Liên Xô đã vượt biên giới tiến vào Estonia, Latvia, Litva. Lực lượng quân sự của Liên Xô thậm chí còn đông hơn số quân của mỗi nước.
Chính phủ các nước Baltic quyết định rằng trong tình cảnh bị cô lập quốc tế và lực lượng Liên Xô áp đảo cả trên biên giới lẫn trong nội địa, mối quan tâm của họ là sẽ không kháng cự và tránh đổ máu trong một cuộc chiến tranh mà biết trước không thể chiến thắng. Việc sáp nhập các nước Baltic hoàn thành với việc thành lập nhà nước xã hội chủ nghĩa ở mỗi nước do quân đội Liên Xô hỗ trợ. Hầu hết lực lượng phòng thủ của các nước Baltic đã đầu hàng theo lệnh, và bị Hồng quân giải giáp. Song cũng có các trường hợp kháng cự nhỏ và riêng biệt. Liên Xô tiến hành trục xuất trên quy mô lớn đối với các thành phần chống Xô viết tại Litva, Latvia, và Estonia.

Bản đồ CHXHCNXV Latvia năm 1940

Trong những tháng sau, các cuộc bầu cử quốc hội đã được những người bản địa trung thành với Liên Xô thực hiện và tất cả các ứng cử viên phi Xô viết đều bị tuyên bố là không đủ tư cách hoặc khiến cho họ không thể tham gia. Ví dụ như Khối Dân chủ Latvia, là một trong số ít các tổ chức đã cố gắng vượt qua những khó khăn và thực sự tham gia vào cuộc bầu cử, song tất cả đều bị bắt và văn phòng bầu cử của họ bị sung công. Tất cả những quân nhân Xô viết hiện diện tại đất nước cũng được phép bỏ phiếu. Và kết quả bầu cử đã có từ trước: các dịch vụ báo chí Liên Xô đã đăng tin từ sớm, với kết quả đã có sẵn mà họ có được đã xuất hiện trên một tờ báo ở Luân Đôn đúng 24 giờ trước khi cuộc bầu cử kết thúc. Kết quả là cả ba quốc gia Baltic đều có đa số đảng viên cộng sản trong quốc hội của họ, và đến tháng 8, bất chấp việc đã tuyên bố trước bầu cử rằng sẽ không thực hiện hành động này, họ đã thỉnh cầu chính phủ Liên Xô về việc gia nhập Liên Xô. Lời thỉnh cầu được chấp thuận và Latvia chính thức sáp nhập vào Liên Xô.
Latvia hợp nhất vào Liên Xô vào ngày 5 tháng 8 năm 1940. Chính phủ Latvia lưu vong tiếp tục hoạt động trong khi nước cộng hòa nằm dưới quyền kiểm soát của Liên Xô. Vào mùa xuân năm 1941, chính phủ Trung ương Liên Xô bắt đầu kế hoạch trục xuất quy mô lớn các thành phần chống Xô viết từ các quốc gia Baltic bị chiếm đóng. Để chuẩn bị, tướng Ivan Serov, Phó Chính ủy An ninh cộng cộng Nhân dân của Liên Xô, đã ký Chỉ thị Serov. Trong đến 13–14 tháng 6 năm 1941, 15.424 cư dân Latvia — bao gồm 1.771 người Do Thái và 742 người thuộc sắc tộc Nga — bị trục xuất đến các trại và khu dân cư đặc biệt, hầu hết là ở Siberi.

### 1941–1945
Cuộc xâm lược của Đức Quốc xã đã diễn ra một tuần sau đó, cắt đứt ngay lập tức kế hoạch trục xuất hàng trăm nghìn người từ vùng Baltic. Quân đội Đức Quốc xã đã chiếm đóng Riga vào ngày 1 tháng 7 năm 1941. Ngay sau khi Đức Quốc xã thiết lập quyền lực của mình đối với Latvia, họ đã bắt đầu một quá trình thanh trừng người Do Thái và Gypsy, các vụ giết người diễn ra tại Rumbula.
Các vụ giết người được trao quyền cho Einsatzgruppe A, Wehrmacht và thủy quân lục chiến (tại Liepāja), cũng như các cộng tác viên người Latvia, bao gồm cả 500-1.500 thành viên của Arajs Commando khét tiếng (chỉ riêng lực lượng này đã sát hại 26.000 người Do Thái) và có 2.000 người Latvia hoặc hơn đã trở thành thành viên của SD. Đến cuối năm 1941 thì gần như toàn bộ số người Do Thái tại Latvia đều bị giết hoặc bị đưa đến các trại hành quyết. Thêm vào đó, có khoảng 25.000 người Do Thái bị đưa đến từ Đức, Áo và Cộng hòa Séc hiện nay, trong số đó có 20.000 người đã bị giết. Người ta tuyên bố rằng Holocaust đã lấy đi mạng sống của 85.000 người Latvia, đại đa số họ là người Do Thái.
Có một số lượng lớn người Latvia chống lại sự chiếm đóng của Đức. Phong trào kháng chiến bị phân chia thành các đơn vị ủng hộ độc lập dưới quyền Hội đồng Trung ương Latvia và các đơn vị du kích Xô viết của Phong trào Du kích Latvia có trụ sở tại Moskva. Đức Quốc xã có kế hoạch Đức hóa vùng Baltic sau chiến tranh. Vào năm 1943 và 1944 hai sư đoàn của Waffen-SS đã hình thành từ các tình nguyện viên người Latvia để giúp người Đức chống lại Hồng quân.

### Hậu Thế chiến II
Năm 1944, quân đội Liên Xô đạt được bước tiến trên chiến trường và trên lãnh thổ Latvia đã xảy ra các trận chiến khốc liệt giữa Liên Xô và Đức Quốc xã, kết quả là người Đức thất bại. Trong suốt quá trình diễn ra chiến tranh, cả hai lực lượng này đều huy động người Latvia gia nhập quân đội của họ. Năm 1944, một phần lãnh thổ Latvia lại một lần nữa nằm dưới quyền kiểm soát của Liên Xô. Liên Xô ngay lập tức đã bắt đầu việc khôi phục lại hệ thống Xô viết. Sau khi người Đức đầu hàng, các du kích dân tộc chủ nghĩa Latvia đã cùng các cộng tác viên người Đức tiến hành cuộc chiến chống lại Liên Xô.
Những năm đầu tiên sau chiến tranh, khoảng 120.000 cư dân người Latvia đã bị cầm tù hoặc bị trục xuất đến các trại tập trung của Liên Xô (Gulag) vì bị kết tội cộng tác với Đức Quốc xã. Một số người đã thoát ra được và gia nhập vào Anh em Rừng. 130.000 người Latvia đã chạy sang phương Tây để trốn tránh quân đội Xô viết. Ngày 25 tháng 3 năm 1949, 43.000 cư dân nông thôn ("kulak") và những người dân tộc chủ nghĩa Latvia đã bị trục xuất đến Siberi trong một hành động mang tên "Beachcomber" tại toàn bộ ba nước Baltic, đã được lên kế hoạch sẵn ở Moskva vào ngày 29 tháng 1 năm 1949. Một chương trình giáo dục song ngữ đã được tiến hành ở Latvia, theo đó giới hạn việc sử dụng các ngôn ngữ thiểu số và ủng hộ việc dùng tiếng Latvia và tiếng Nga. Trong một số lĩnh vực tồn tại Nga hóa hoặc Latvia hóa.
Trong thời kỳ hậu chiến, Latvia áp dụng phương pháp nông trại Xô viết và các cơ sở hạ tầng kinh tế đã phát triển trong những năm 1920 và 1930 đã bị tiệt trừ. Khu vực nông thôn bị buộc phải tiến hành tập thể hóa.
Do Latvia vẫn duy trì được một cơ sở hạ tầng phát triển và có các chuyên gia được đào tạo nên chính quyền Moskva đã quyết định rằng một số trong số các nhà máy chế tạo tiên tiến nhất của Liên Xô sẽ đặt tại Latvia. Các ngành công nghiệp mới được hình thành tại Latvia, bao gồm một nhà máy sản xuất máy móc chính cho máy bay và các nhà máy kĩ thuật điện, cũng như một số nhà máy chế biến thực phẩm và lọc hóa dầu. Tuy nhiên, không có đủ nhân lực để vận hành các nhà máy mới được xây dựng. Để mở rộng sản xuất công nghiệp, công nhân từ bên ngoài CHXHCNXV Latvia (chủ yếu là người Nga) đã chuyển cư đến nước cộng hòa, khiến tỉ lệ người thuộc sắc tộc Latvia giảm một cách đáng kể.
Vào nửa cuối thập niên 1980, nhà lãnh đạo Liên Xô Mikhail Gorbachev đã bắt đầu tiến hành các cải cách chính trị và kinh tế tại Liên Xô, chúng được gọi là glasnost và Perestroika. Vào mùa hè năm 1987, các cuộc biểu tình lớn đầu tiên đã được tổ chức tại Riga ở tại Đài tưởng niệm Tự do- biểu tượng của độc lập. Vào mùa hè năm 1988, một phong trào dân tộc đã kết hợp lại thành Mặt trận Nhân dân Latvia. CHXHCN Latvia, cùng với các nước Baltic khác được cho phép có quyền tự trị lớn hơn vào năm 1988 và quốc kì Latvia trước đây được cho phép sử dụng, thay thế quốc kì Latvia Xô viết với vị thế quốc kì chính thức vào năm 1990. Mặt trận Nhân dân Latvia ủng hộ độc lập đã giành được hai phần ba số ghế trong Hội đồng Tối cao trong cuộc bầu cử vào tháng 3 năm 1990.
Ngày 4 tháng 5, Hội đồng tuyên bố ý định muốn khôi phục lại độc lập hoàn toàn cho Latvia sau một thời gian chuyển tiếp thông qua các cuộc đàm phán với Liên Xô. Đây cũng là ngày CHXHCNXV Latvia đổi tên thành Cộng hòa Latvia. Tuy nhiên, chính quyền trung ương tại Moskva tiếp tục xem Latvia là một cộng hòa Xô viết. Tháng 1 năm 1991, các lực lượng chính trị và quân sự Liên Xô đã tiến hành các nỗ lực nhằm lật đổ chính quyền Cộng hòa Latvia song đã không thành công. Trong thời gian chuyển tiếp này, Moskva vẫn duy trì nhiều cơ quan nhà nước trung ương có thẩm quyền tại Latvia. Mặc dù vậy, 73% tất cả các cư dân Latvia đã khẳng định rằng mình ủng hộ mạnh mẽ trong cuộc trưng cầu dân ý không rằng buộc vào ngày 3 tháng 3 năm 1991. Cộng hòa Latvia tuyên bố chấm dứt thời kỳ chuyển tiếp và khôi phục độc lập hoàn toàn vào ngày 21 tháng 8 năm 1991 sau Cuộc đảo chính Xô viết năm 1991 thất bại. Latvia, cùng với Litva và Estonia trên thực tế đã không còn là một bộ phận của Liên Xô bốn tháng trước khi nó chính thức chấm dứt tồn tại (26 tháng 12 năm 1991). Ngay sau đó, vào ngày 6 tháng 9, nền độc lập của các nước Baltic được Liên Xô công nhận. Ngày nay, Cộng hòa Latvia và các quốc gia Baltic còn lại xem mình là kế thừa các quốc gia có chủ quyền tồn tại từ 1918–1940, và không chấp thuận kế thừa tính pháp lý với CHXHCN Latvia trước đó. Sau khi độc lập, Đảng Cộng sản Latvia ngưng hoạt động, và một số quan chức cấp cao của CHXHCNXV Latvia đã phải đối mặt với các hành động truy tố vì vai trò của họ trong các hành vi vi phạm nhân quyền trong chế độ CHXHCNXV Latvia.
Các Chủ tịch Cộng hòa Xã hội Chủ nghĩa Xô viết Latvia:
1. Vilis Lācis: 1940 - 1959
2. Jānis Peive[20]: 27/11/1959 - 23/4/1962
3. Vitālijs Rubenis[21]: 23/4/1962 - 5/5/1970
4. Jurijs Rubenis: 5/5/1970 - 6/10/1988
5. Vilnis Edvīns Bresis: 1988 - 1990